# Antler n.º 61
Antler n.º 61 es un municipio rural canadiense situado en la provincia de Saskatchewan.

## Superficie
Antler n.º 61 tiene una superficie de 804,28 km².

## Demografía
En 2021, tenía 451 habitantes, una densidad poblacional de 0,6 hab./km², y 199 viviendas.